# Dicranomyia (Melanolimonia) kansuensis
Dicranomyia (Melanolimonia) kansuensis is een tweevleugelige uit de familie steltmuggen (Limoniidae). De soort komt voor in het Palearctisch gebied.